# Lomben (Överkalix socken, Norrbotten, 741384-181492)
Lomben är en sjö i Pajala kommun i Norrbotten och ingår i Kalixälvens huvudavrinningsområde. Sjön har en area på 0,168 kvadratkilometer och ligger 158,9 meter över havet. Sjön avvattnas av vattendraget Liminkajoki (Limingån).

## Delavrinningsområde
Lomben ingår i det delavrinningsområde (741218-181609) som SMHI kallar för Inloppet i Liminkajärvi. Medelhöjden är 183 meter över havet och ytan är 17,26 kvadratkilometer. Det finns ett avrinningsområde uppströms, och räknas det in blir den ackumulerade arean 45,25 kvadratkilometer. Liminkajoki (Limingån) som avvattnar avrinningsområdet har biflödesordning 2, vilket innebär att vattnet flödar genom totalt 2 vattendrag innan det når havet efter 147 kilometer. Avrinningsområdet består mestadels av skog (66 procent) och sankmarker (26 procent). Avrinningsområdet har 0,17 kvadratkilometer vattenytor vilket ger det en sjöprocent på 1 procent.